# ゲルミアとアルミナス
ゲルミア（Gelmir、第一紀? - ）とアルミナス（Arminas、第一紀? - ）は、J・R・R・トールキンの中つ国を舞台とした小説、『終わらざりし物語』の登場人物。ノルドール。キーアダンからウルモの警告を託されナルゴスロンドへと赴いた二人組のエルフで、その旅のさなかにハドル家の二人の英雄、トゥオルとトゥーリンの両人と出会った。
ゲルミアとアルミナスはアングロドの民であったが、ダゴール・ブラゴルラハで主君を失った。ニアナイス・アルノイディアドでファラスが荒廃すると、キーアダンはシリオンの河口に拠点を築き、ゲルミアとアルミナスもそこに身を寄せた。
ある時ウルモはキーアダンに警告を与え、ゲルミアとアルミナスはそれをナルゴスロンドのオロドレスへ伝えるための使者に選ばれた。二人はドレンギストの入江へと船で運ばれ、ドル＝ローミンへ入った。そこでノルドールの門を探すトゥオルと出会い、そこへ案内した。二人はゴンドリンを探しながらエレド・ウェスリン沿いの各地を偵察し、しかるのち南下してナルゴスロンドに着いた。ゲルミアはオロドレスとトゥーリンを前に、「ナルゴスロンドの城門にかかる大橋を落とし門を閉ざせ」とのウルモの警告を伝えた。トゥーリンがウルモやキーアダンを軽んじるのを聞くと、アルミナスはトゥーリンの無礼さから、かれが本当にハドル家の人間であるかを疑った。かれの知るフーリンやトゥオルらのハドル家の人間は礼節を知っていたからである。二人は使命を果たすと、ナルゴスロンドを去り、シリオンの河口へと帰っていった。

## もう一人のゲルミア
J・R・R・トールキンの中つ国を舞台とした小説、『シルマリルの物語』には別のゲルミアが登場する。ナルゴスロンドの貴族で父親はグイリン、弟はグウィンドール。第四の合戦「ダゴール・ブラゴルラハ」でアングバンドの捕虜となってしまう。その後第五の合戦「ニアナイス・アルノイディアド」で、西方のフィンゴンの軍勢を誘き出すために、その目の前で惨殺されてしまう。この結果グウィンドールが怒りの余り勝手に突撃してしまい、エルフ方の計画は台無しになってしまう。